# Dubai Basketball

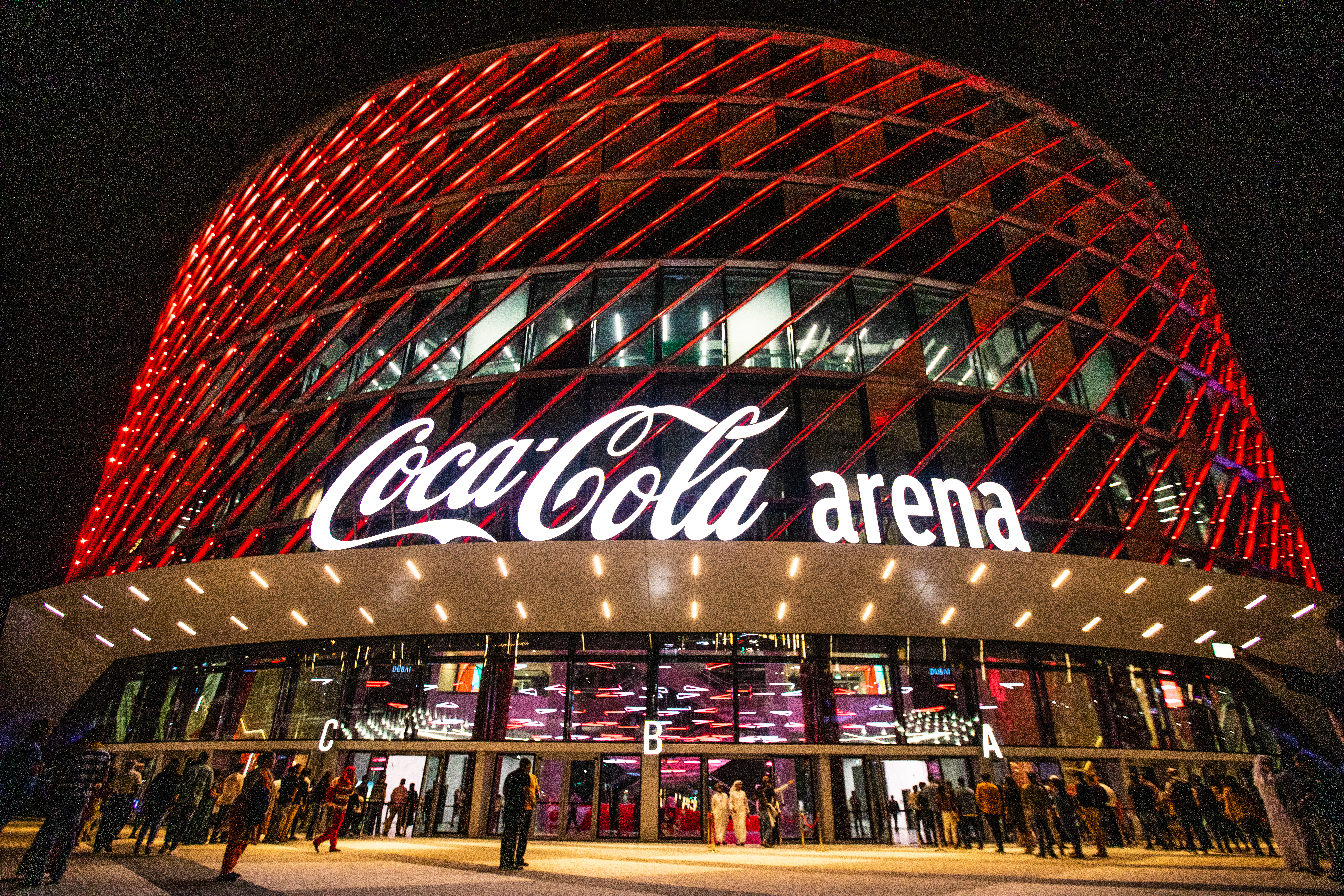
Die Coca-Cola Arena (2019)

Dubai Basketball, auch Dubai BC genannt, ist ein Basketballclub aus Dubai, Hauptstadt des Emirats Dubai, in den Vereinigten Arabischen Emiraten.

## Geschichte
Dubai Basketball wurde 2023 von Abdulla Saeed al Naboodah und Dejan Kamenjašević gegründet. Kamenjašević wurde Manager der Mannschaft und Salem bin Dasmal Präsident.
Im Mai 2024 wurde die Mannschaft als neues Mitglied der länderübergreifenden Adriatischen Basketball-Liga vorgestellt. Gemäß Berichten wurde vereinbart, dass Dubai Basketball der Liga eine Teilnahmegebühr von 1,7 Millionen Euro je Saison zahlt sowie bei Spielen in Dubai für die Kosten für Reise und Unterbringung der gegnerischen Mannschaften sowie der Spielleitung aufkommt.
Als Cheftrainer wurde im Juni 2024 der Slowene Jurica Golemac verpflichtet und für die erste Saison namhafte Spieler wie Dāvis Bertāns und Klemen Prepelič geholt. Die Coca-Cola Arena wurde als Austragungsort der Heimspiele ausgewählt.
Dubai Basketball erhielt am 19. Juni 2025 von der EuroLeague eine Wildcard über fünf Jahre, um ab der Saison 2025/26 am Spielbetrieb teilzunehmen.

## Aktueller Kader
| Nr. | Nat.                    | Name              | Position | Geburt     | Größe  | Info |
| --- | ----------------------- | ----------------- | -------- | ---------- | ------ | ---- |
| 0   | Philippinen             | Thirdy Ravena     | Guard    | 17.12.1996 | 188 cm |      |
| 1   | Vereinigte Staaten      | Nate Mason        | Guard    | 25.07.1995 | 188 cm |      |
| 2   | Serbien                 | Nemanja Dangubić  | Forward  | 13.04.1993 | 204 cm |      |
| 5   | /                       | Awudu Abass       | Forward  | 27.01.1993 | 198 cm |      |
| 7   | Slowenien               | Klemen Prepelič   | Guard    | 20.10.1992 | 191 cm | C    |
| 8   | Lettland                | Dāvis Bertāns     | Forward  | 12.11.1992 | 205 cm |      |
| 33  | Serbien                 | Danilo Anđušić    | Guard    | 22.04.1991 | 195 cm |      |
|     | Serbien                 | Aleksa Avramović  | Guard    | 25.10.1994 | 193 cm |      |
|     | Vereinigte Staaten      | McKinley Wright   | Guard    | 25.10.1998 | 180 cm |      |
|     | Vereinigte Staaten      | Justin Anderson   | Forward  | 19.11.1993 | 198 cm |      |
|     | Vereinigte Staaten      | Dwayne Bacon      | Forward  | 30.08.1995 | 198 cm |      |
|     | Bosnien und Herzegowina | Džanan Musa       | Forward  | 08.05.1999 | 205 cm |      |
|     | Serbien                 | Filip Petrušev    | Forward  | 15.04.2000 | 211 cm |      |
|     | /                       | Mam Jaiteh        | Center   | 27.11.1994 | 208 cm |      |
|     | Kanada                  | Mfiondu Kabengele | Center   | 14.08.1997 | 207 cm |      |
|     | Bosnien und Herzegowina | Kenan Kamenjaš    | Center   | 17.01.2000 | 207 cm |      |

| Nat.      | Name           | Position   |
| --------- | -------------- | ---------- |
| Slowenien | Jurica Golemac | Head Coach |

| Abk. | Bedeutung                       |
| ---- | ------------------------------- |
| Nr.  | Trikotnummer                    |
| Nat. | Nationalität                    |
| C    | Mannschaftskapitän              |
| S    | Suspension                      |
|      | Verletzungsbedingte Inaktivität |